# جبل ميشليفن
ميشليفن هو جبل ومحطة للتزحلق على الثلوج بسلسلة جبال الأطلس المتوسط، يقع على تراب جماعة بن صميم إقليم إفران جهة فاس مكناس. يبعد جبل ميشليفن بحوالي 19 كلم عن مدينة إفران، و31 كلم عن مدينة أزرو، ويعرف نشاطا سياحيا موسميا خلال فصل الشتاء.

## معرض الصور

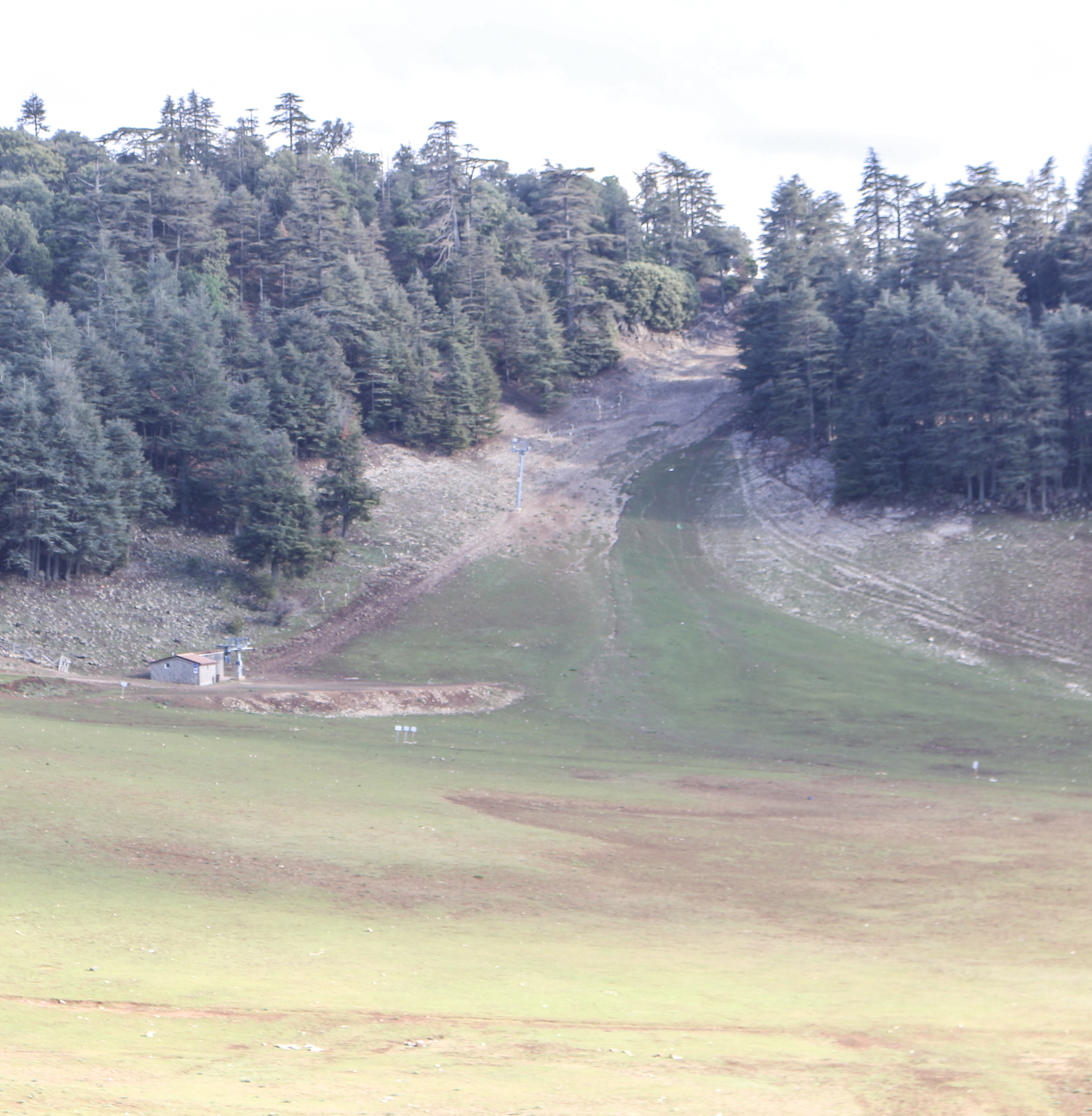
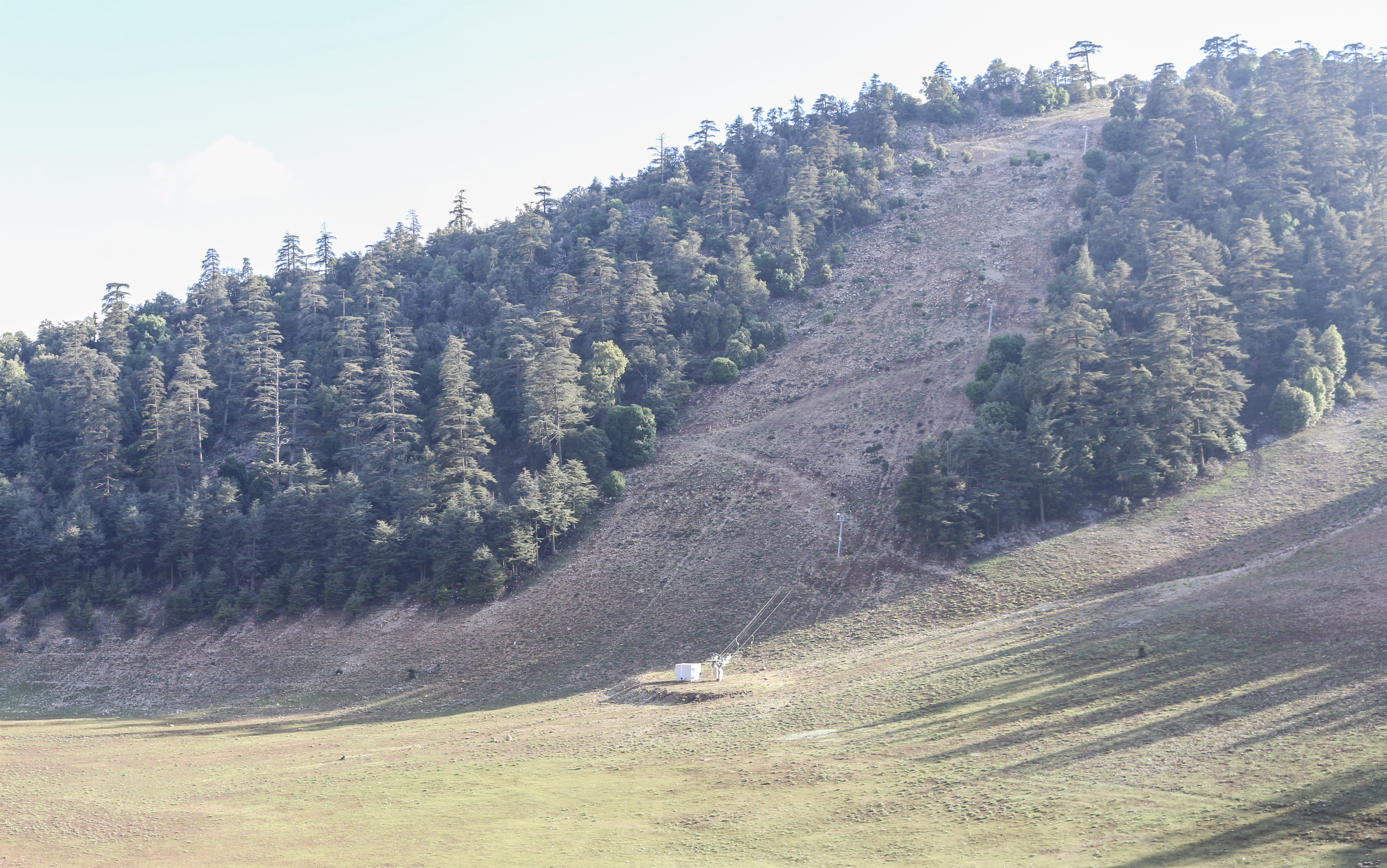
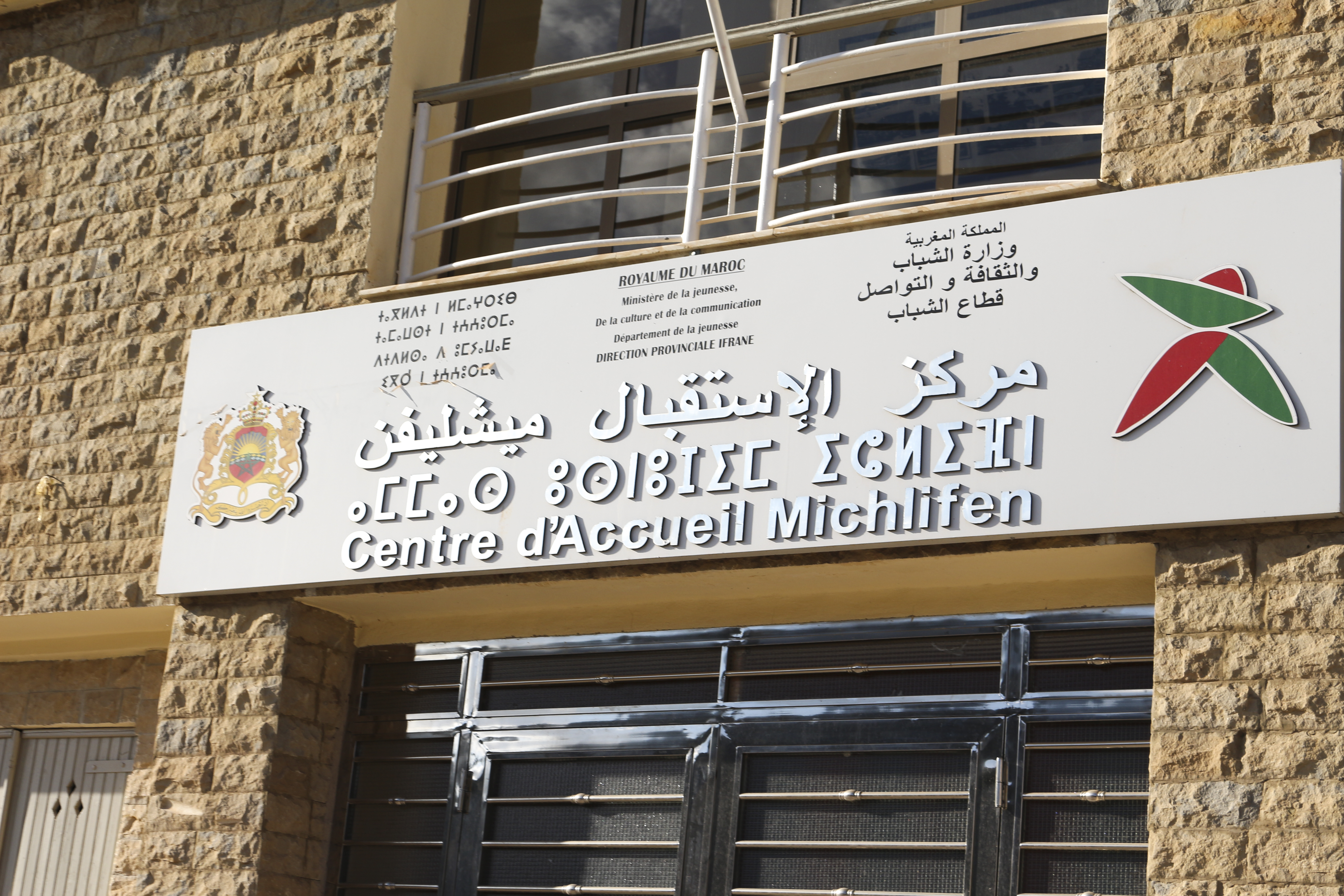
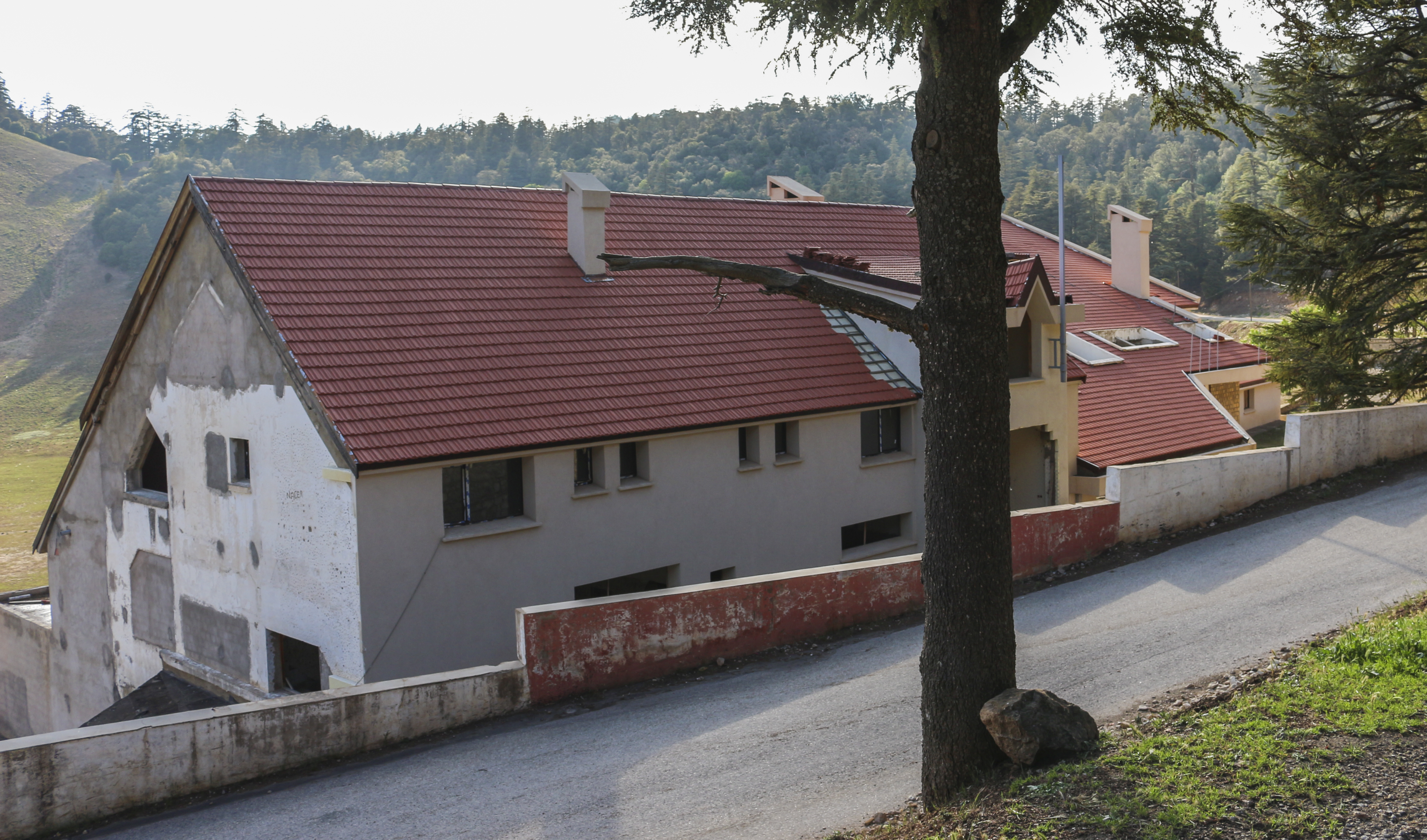
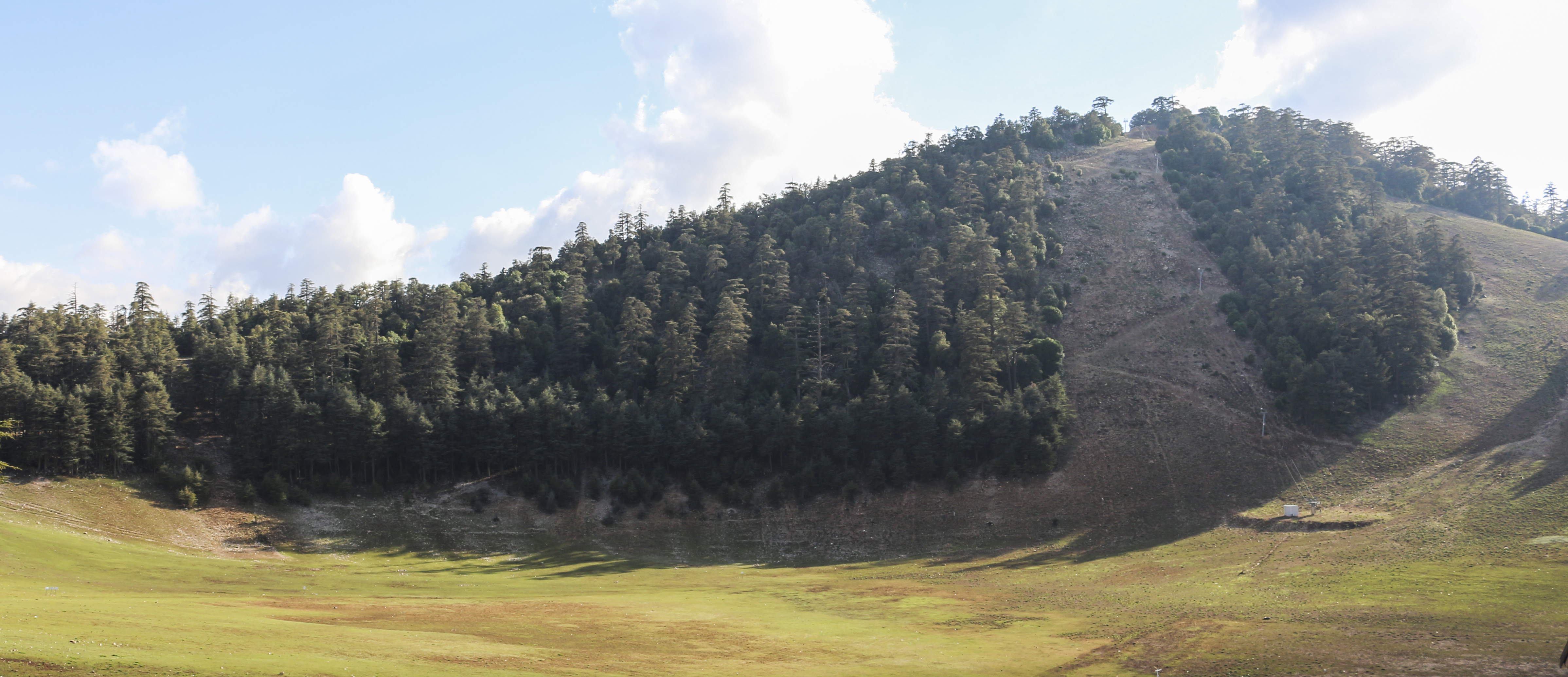
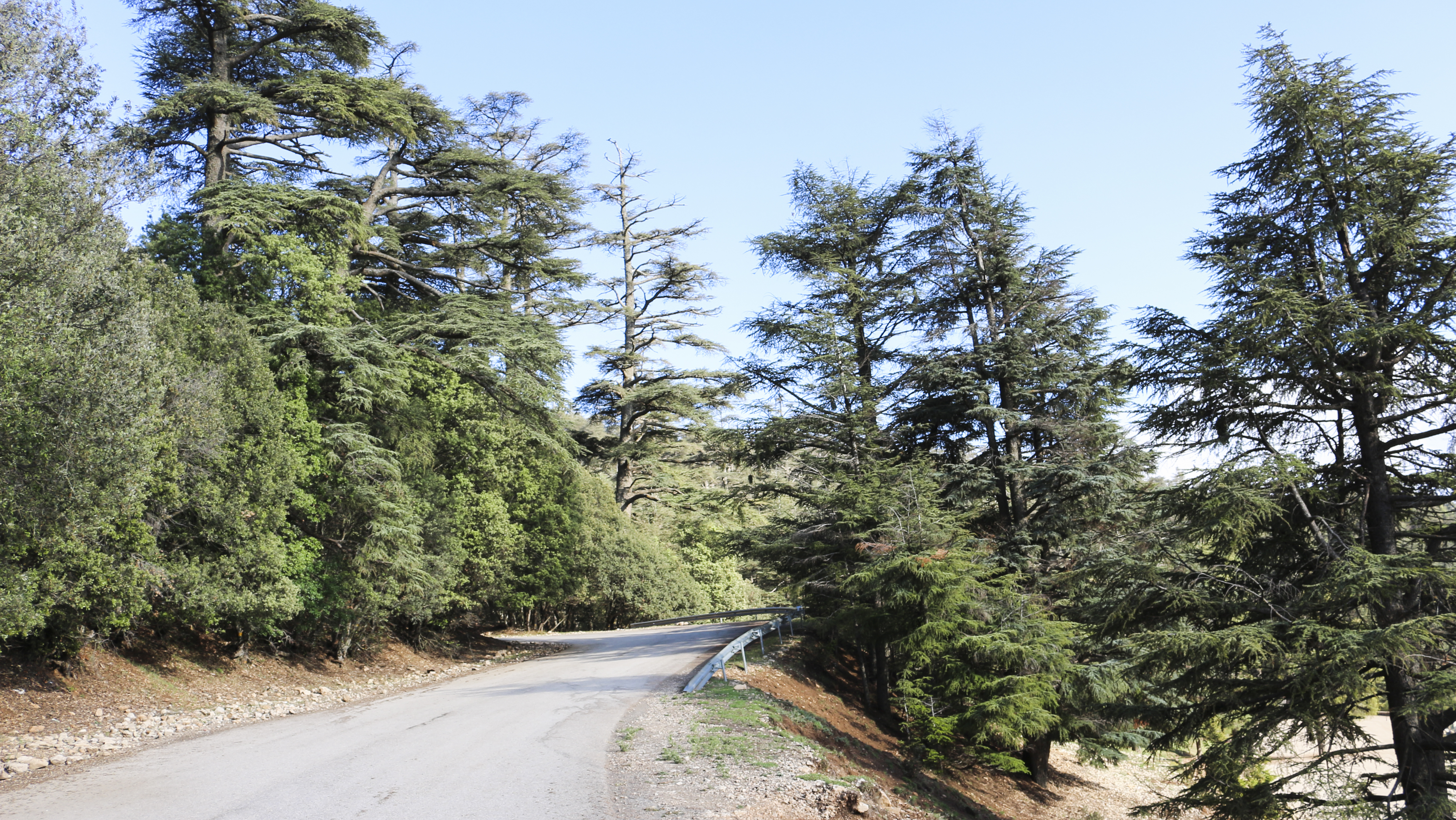
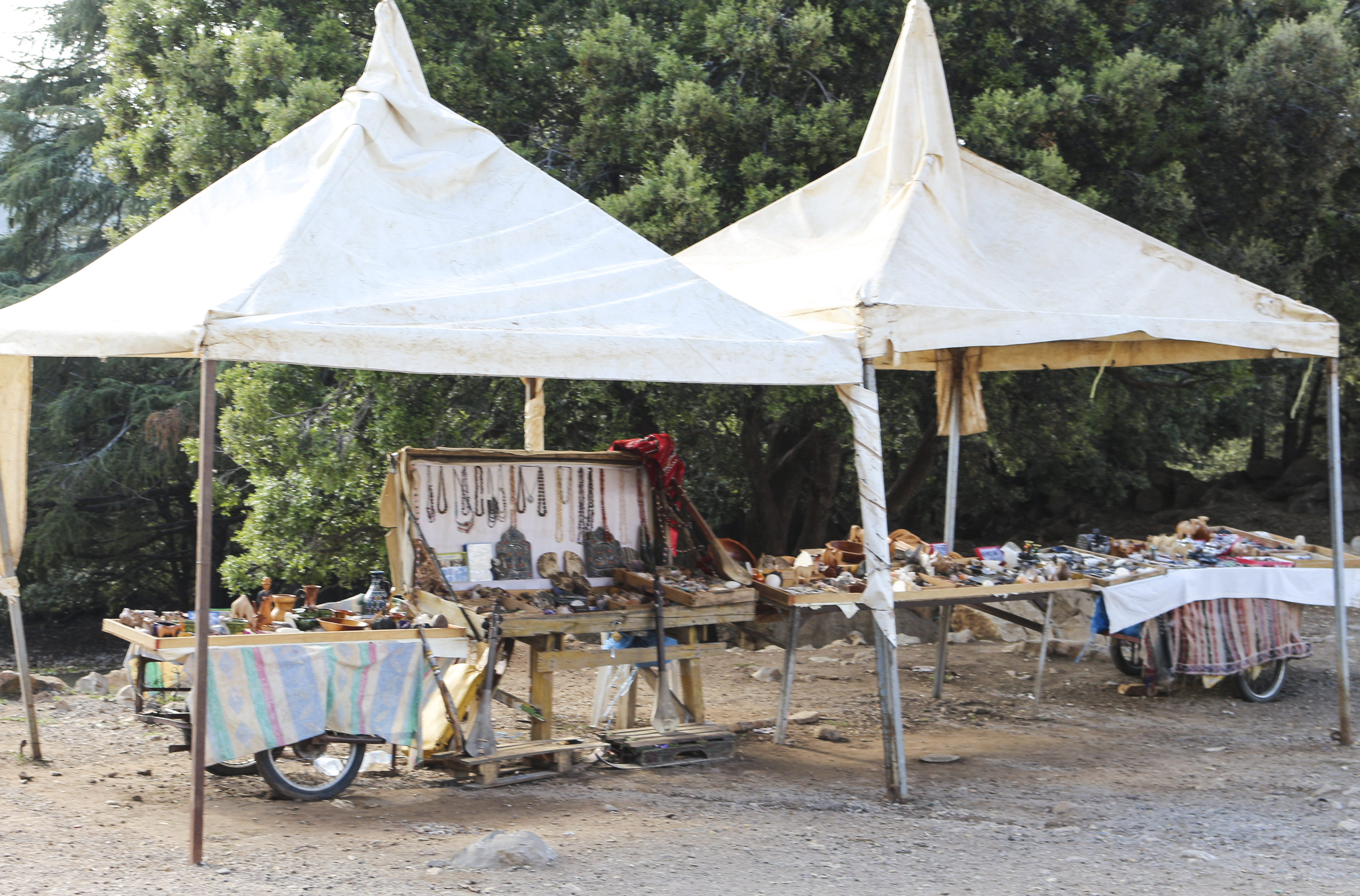
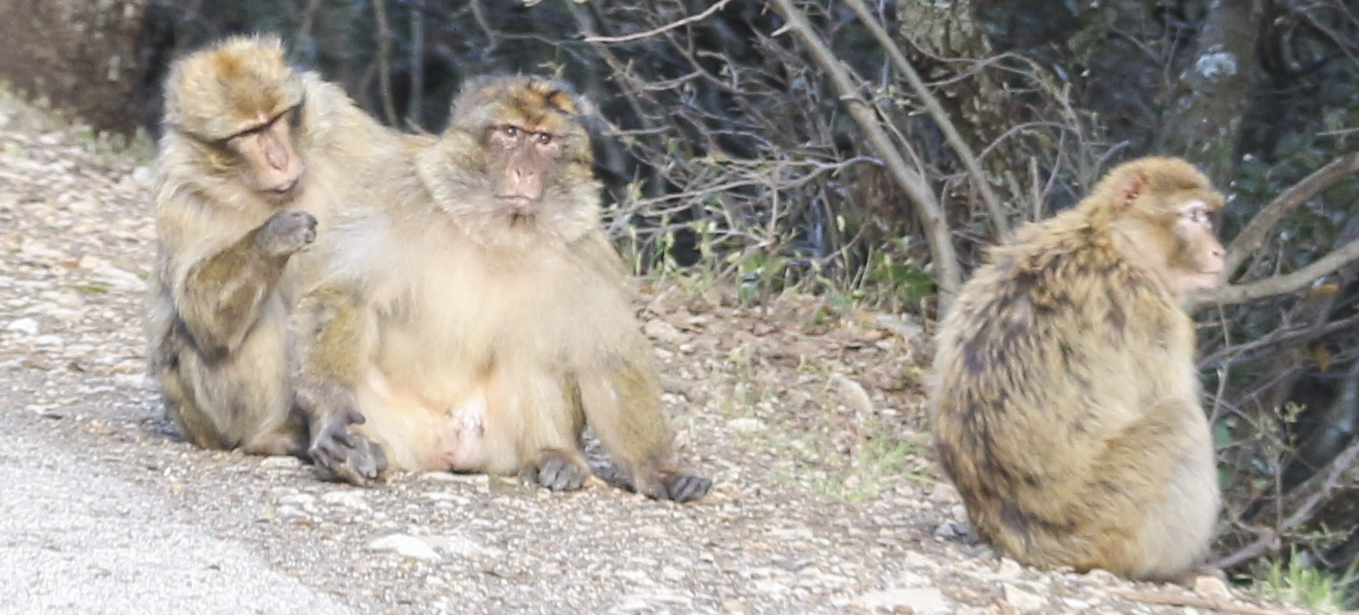
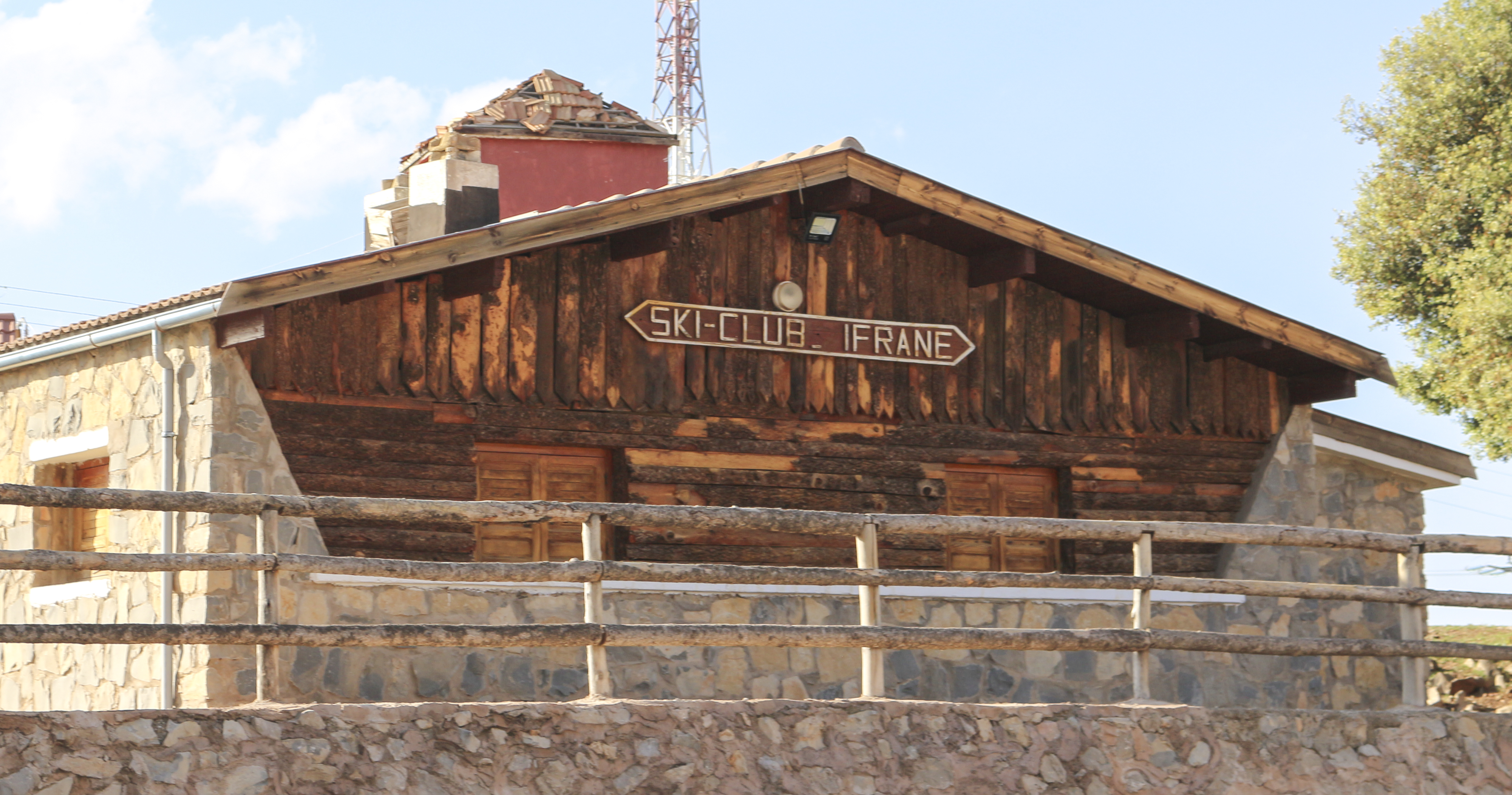
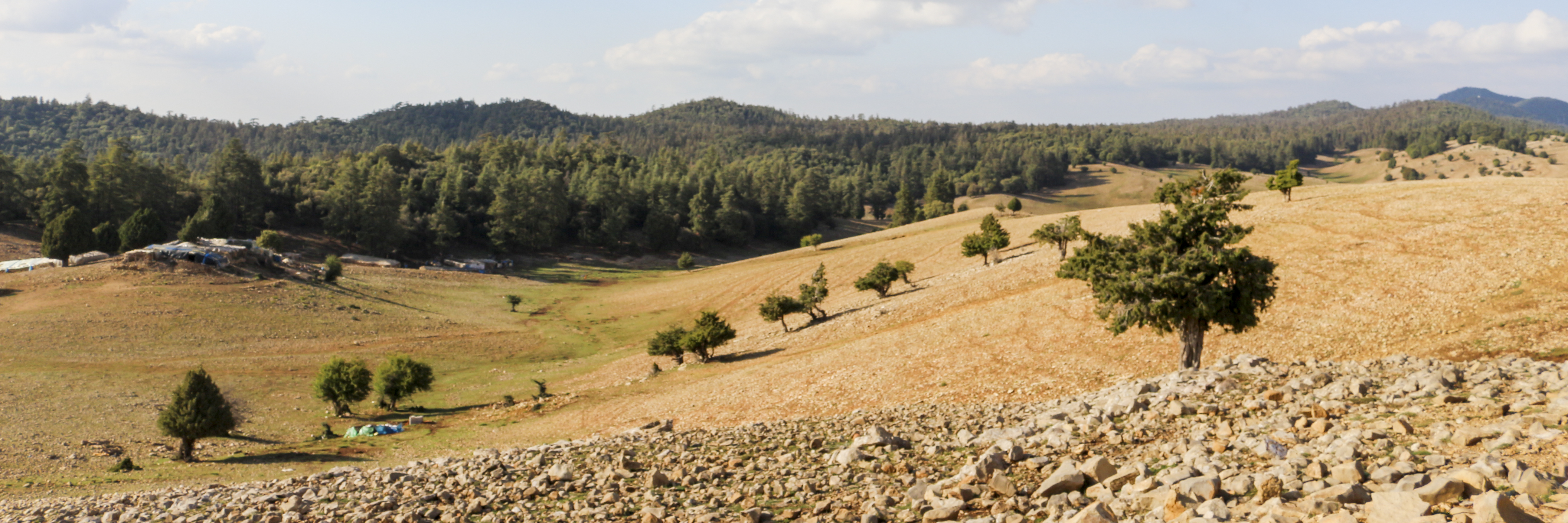
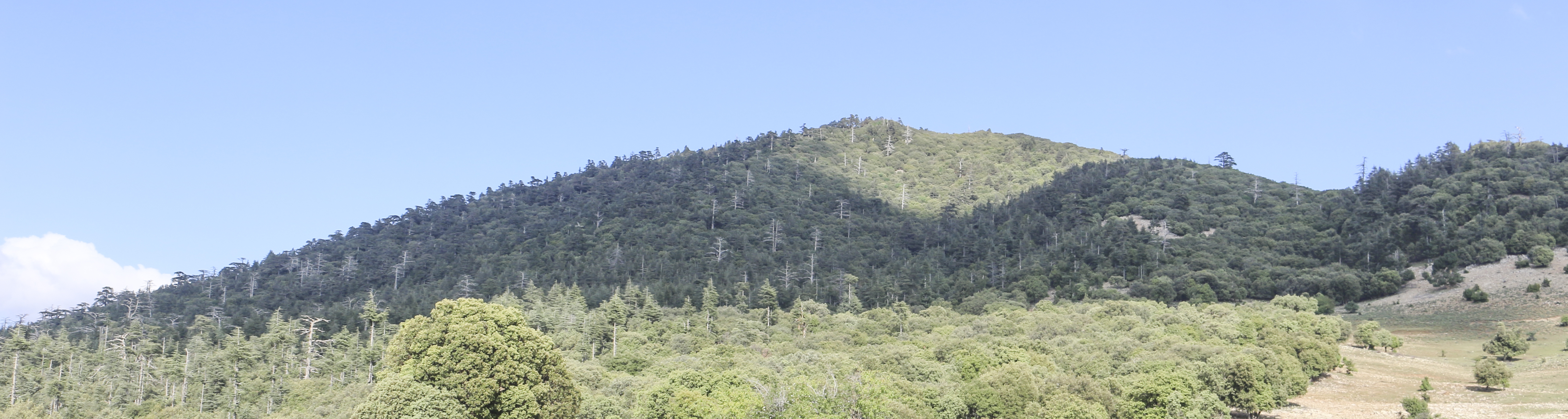
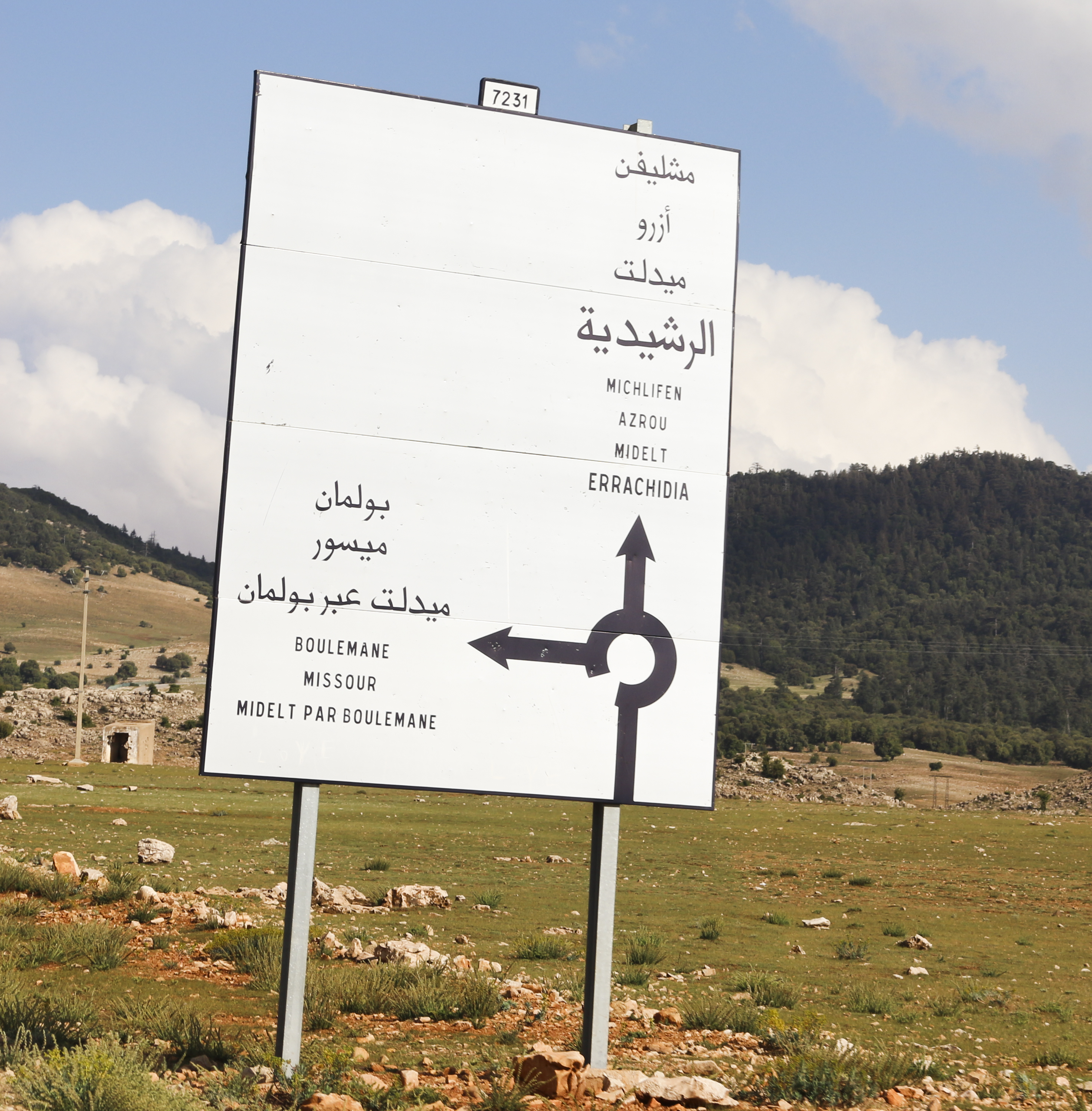

## محطة التزحلق ميشليفن

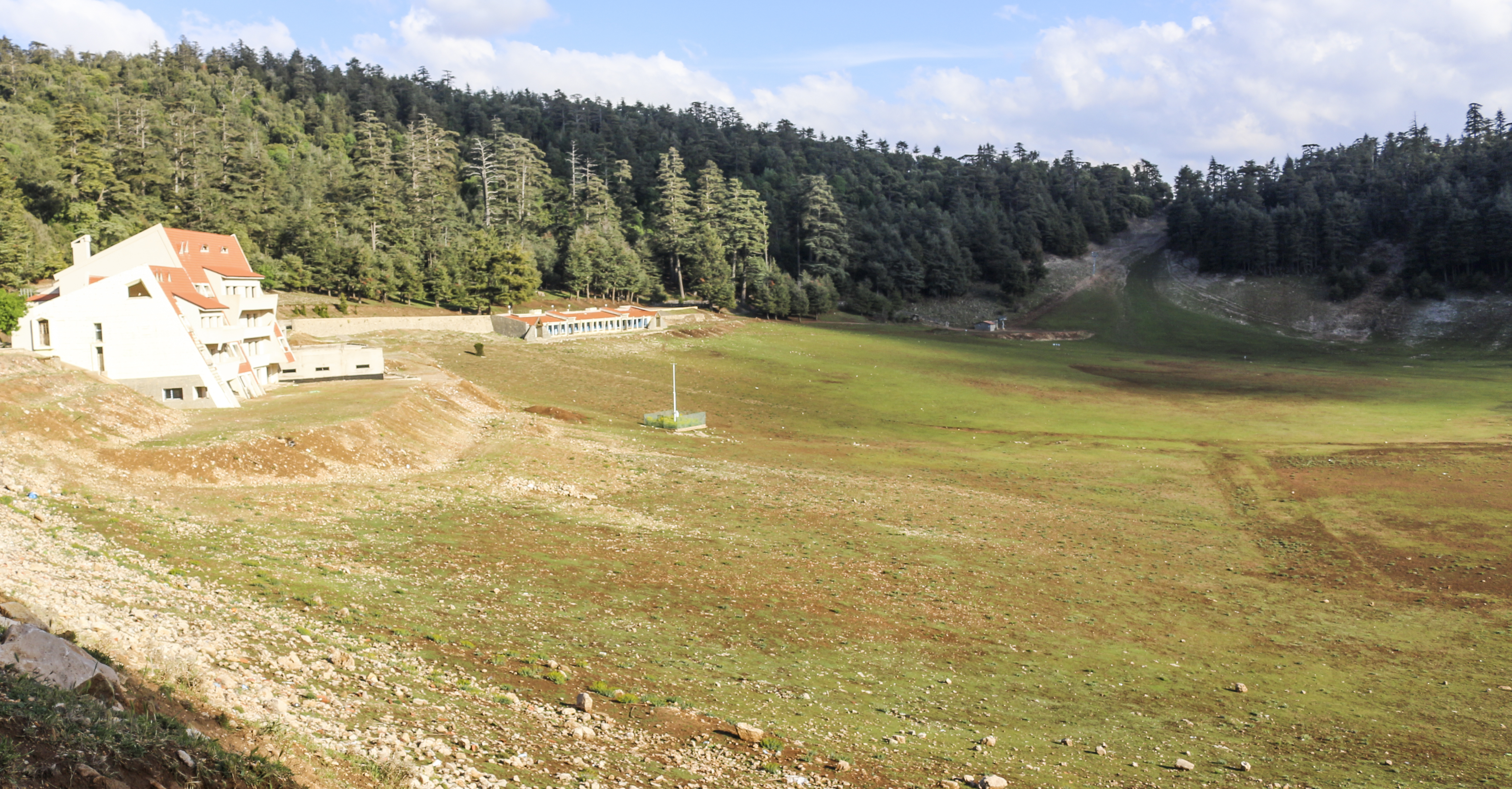
مركز الاستقبال بمحطة التزلج ميشليفن

هي محطة موسمية للتزحلق على الثلوج مجهزة بالمصاعد، ومهيئة لممراسة هذه الرياضة الجبلية الشتوية خلال موسم تساقط الثلوج. شيدتها الحماية الفرنسية، ويتم حاليا تشييد فندق أربع نجوم في هذه المحطة من أجل تطويرها كمنتجع سياحي. يضم جبل ميشليفن 5 مسارات للتزلج للمحترفين والمبتدئين، ويوفر خدمات كراء معدات التزحلق وخدمات ترفيهية أخرى مثل ركوب الخيل.

## الجغرافيا

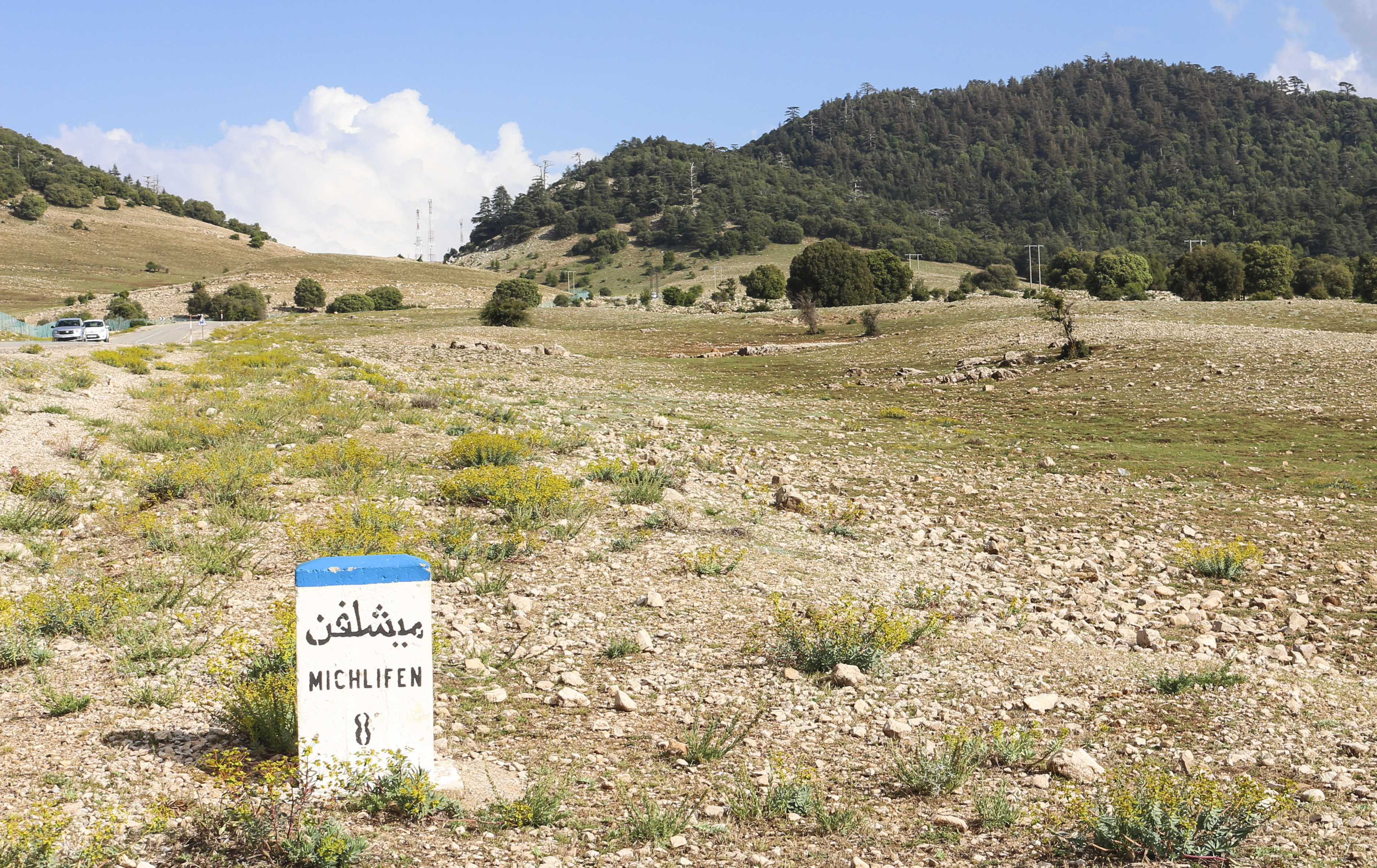
الطريق نحول محطة التزلج ميشليفن

جبل ميشليفن جيولوجيا عبارة عن فوهة بركانية خامدة وبارزة، يبلغ ارتفاعها 2036 متر، على مستوى سطح البحر، غني بأشجار الأرز الأطلسي والبلوط الأخضر، ويعرف تساقطات ثلجية مهمة خلال فصل الشتاء.